# Jean-Paul Vergnes
Pour les articles homonymes, voir Vergnes.
Jean-Paul Vergnes, né le 13 mars 1970 à Fumel, est un rameur français.
Il évolue au Sport Nautique de Bergerac (SNB).

## Palmarès

### Aviron aux Jeux olympiques
- 1992 à Barcelone : 5e en quatre de pointe avec barreur

### Championnats de France d'aviron
- 1991 à Tours : 1er en quatre de pointe avec barreur
- 1992 à Vaires-sur-Marne : 1er en quatre de pointe sans barreur
- 1993 à Cazaubon : 1er en deux de pointe avec barreur